# Condado de Clay (Illinois)
O Condado de Clay é um dos 102 condados do Estado americano de Illinois. A sede do condado é Louisville, e sua maior cidade é Louisville. O condado possui uma área de 1 217 km² (dos quais 2 km² estão cobertos por água), uma população de 14 560 habitantes, e uma densidade populacional de 12 hab/km² (segundo o censo nacional de 2000). O condado foi fundado em 1824.